# Le Syndrome de Petrouchka
Pour plus de détails, voir Fiche technique et Distribution.
Le Syndrome de Petrouchka (Синдром Петрушки, Sindrom Petrouchki) est un film russe réalisé par Elena Hazanova, sorti en 2015.
C'est l'adaptation du roman du même nom de Dina Rubina paru en 2010.

## Synopsis
Le jeune Petia voit une femme se jeter par la fenêtre. Il remarque sur le trottoir une poussette avec une enfant de deux ans aux cheveux roux comme ceux de la femme suicidée. Il ramène la petite chez son ami Boris, mais la grand-mère de ce dernier la restitue à la famille. Toutefois, Petia obtient l'autorisation de lui rendre visite - ils se lient d'amitié.
Des années plus tard, Petia est devenu marionnettiste. Son épouse Lisa donne naissance à un fils atteint du syndrome d'Angelman, une maladie rare également connue sous le nom de syndrome du Petrouchka. La mort de l'enfant affecte l’équilibre mental de Lisa, qui est prise en charge par Boris, l’ami de Petia, devenu psychiatre.
La maladie de Lisa perturbe le programme de la tournée avec un numéro chorégraphique unique mis en scène par Petia pour eux deux. Petia crée alors une poupée, qui reçoit le nom d'Alice. Pour Lisa, qui commençait tout juste à se remettre, ce fut un nouveau choc. Les pensées de sa « rivale » la hantent, jusqu'à ce qu'après l'une de ses performances, elle vole la poupée et la détruit complètement.
La tentative de Lisa de retomber enceinte est associée à une peur psychologique. Petia fait tout pour aider sa femme. Finalement, elle donne naissance à une fille aux cheveux rouge feu...

## Fiche technique
- Titre original : Синдром Петрушки, Sindrom Petrouchki
- Titre français : Le Syndrome de Petrouchka
- Réalisation : Elena Hazanova
- Scénario : Alena Alova et Dina Rubina
- Direction artistique : Natalia Navoenko
- Costumes : Galina Nikolaeva
- Photographie : Aziz Zhambakiev
- Musique : Nicolas Rabaeus
- Pays d'origine : Russie
- Format : Couleurs - 35 mm - Dolby
- Genre : drame
- Durée : 90 minutes
- Dates de sortie :
  - Russie : 9 juin 2015 (Kinotavr 2015), 5 novembre 2015 (sortie nationale)

## Distribution
- Evgueni Mironov : Piotr dit Petia
- Alexander Kuznetsov : Piotr jeune
- Tchoulpan Khamatova : Liza
- Alina Gvasalia : Liza jeune
- Merab Ninidze : Boris
- Alexeï Lioubimov : Boris jeune

## Distinctions

### Récompense
- Kinotavr 2015 : meilleure musique des films en compétition

### Sélection
- Festival du cinéma russe à Honfleur 2015 : sélection en section Panorama